# 福井県道263号糸生宮崎線
福井県道263号糸生宮崎線（ふくいけんどう263ごう いとうみやざきせん）は福井県丹生郡越前町内の主要地方道と国道を結ぶ一般県道である。

## 路線概要
国道417号と主要地方道である福井県道3号福井大森河野線を結んでいる県道であるが、すぐ西でこの2本は接続するのであまりその役割は重要ではない。路線名は糸生宮崎線となっているが、指定区間は2008年現在平成の大合併で丹生郡越前町となった旧朝日町内にあり、旧宮崎村まで届いていない点線県道といえるだろう。最終的には福井県道190号小曽原武生線と接続し越前町と越前市の交通を円滑にする役割を担うであろうと予想される路線である。

### 路線データ
- 起点：丹生郡越前町小倉
- 終点：同町江波
- 交通不能区間：丹生郡越前町境野 - 同町蚊谷寺

## 接続道路
- 福井県道3号福井大森河野線（越前町小倉、起点 - 同町下糸生で重複）
- 福井県道184号別所朝日線（越前町下糸生・下糸生交差点 - 同・下糸生西交差点で重複）
- 国道417号（越前町茱原）
- 国道365号（福井県道104号鯖江織田線重複）・福井県道4号越前宮崎線（越前町江波・宮崎小口交差点、終点）

## 沿線
- 烏ヶ岳